# Гомельський провулок (Житомир)
 Провулок Гомельський  — провулок в Богунському районі Житомира. 
Названий на честь білоруського міста Гомель.

## Розташування
Бере початок від вулиці Звягельської та прямує на північ, паралельно до вулиць Покровської та Білоруської. Довжина провулку — 400 метрів.

## Історія
До 2016 року — 1-й провулок Кірова. Відповідно до розпорядження Житомирського міського голови від 19 лютого 2016 року № 112 «Про перейменування топонімічних об'єктів та демонтаж пам'ятних знаків у м. Житомирі», перейменований на Гомельський провулок.